# Paulus Birker

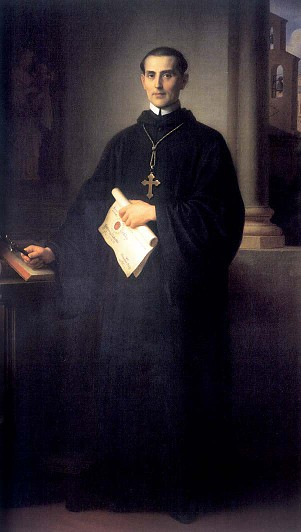
Paulus Birker, Gemälde von (?) Heinrich von Heß

Paulus Birker (* 19. Oktober 1814 in Sonthofen; † 29. November 1888 in München) war ein deutscher Benediktiner, Gründungsabt der Abtei St. Bonifaz in München und 1861–1877 Abt des Klosters Disentis.

## Leben
Birker wurde 1814 in Sonthofen geboren. Seine Eltern waren der Zimmermeister Josef Birker und Agnes Abt. Er besuchte das Gymnasium bei St. Anna in Augsburg. Danach studierte er in München Theologie. 
1837 trat er in die damals gerade neu gegründete Benediktinerabtei St. Stephan in Augsburg ein. Ein Jahr nach der Profess, 1839, wurde er zum Priester geweiht. Von 1846 bis 1847 war er Pfarrvikar, Pfarrer,  Novizenmeister und Prior des Priorats Ottobeuren. 1847 wurde er Direktor des Instituts für höhere Bildung in Augsburg. Dieses Amt übte er bis 1850 aus.
Im Jahr 1847 wurde er, auf Empfehlung von Barnabas Huber, von König Ludwig I. zum ersten Abt des Klosters St. Bonifaz ernannt. Geweiht wurde er 1851. Er trat aber 1854 als Abt zurück, weil der Konvent des Klosters mit seinen strengen Vorstellungen vom asketischen Klosterleben nicht einverstanden war. Er verließ Deutschland nach einigen Neugründungsversuchen und ging in die Schweiz. Dort wurde er 1861 Abt des Klosters Disentis. Auch dort hatte er aber wenig Erfolg bei der Verwaltung des Klosters und trat 1877 zurück. Er kehrte nach St. Bonifaz zurück, wo er 1888 starb.

## Werke
- Grundlinie der christlichen Jugendbildung, 1850.
- Träume und Schäume: Denkschrift über das Kloster Disentis, 1877.